# Revista de Catalunya (1896-1897)
|  | Aquest article tracta sobre la publicació dels anys 1896-1897. Si cerqueu altres revistes homònimes, vegeu «Revista de Catalunya (desambiguació)». |

La Revista de Catalunya que es va publicar mensualment a Barcelona de l'octubre del 1896 a l'abril de 1897 estava dirigida per Josep M.Rabassa. Era pràcticament tota redactada en català encara que admetia col·laboracions en castellà. Allunyada volgudament de temes polítics i dedicada als artístics i literaris, hi col·laboraren moltes de les figures més importants del moment.